# Arabské jaro
Jako arabské jaro (arabsky الربيع العربي‎, též الثورات العربية‎, arabské revoluce) je označována vlna protestů, nepokojů, povstání a revolucí, které probíhaly ve většině arabských států od konce roku 2010 až do prosince 2012.

## Období, které předcházelo arabskému jaru

Mnohonásobné vládní převraty
Vládní převrat
Občanská válka
Protesty a vládní změny
Větší protesty
Menší protesty
Další protesty a vojenské akce mimo Arabský svět

Po porážce v první světové válce se rozpadla Osmanská říše a oblast byla rozdělena mezi Velkou Británii a Francii podle plánu, který už v roce 1916 předložil pracovník britského ministerstva zahraničí Mark Sykes v tajném jednání s Francoisem Georgesem-Picotem, francouzským generálním konzulem v Bejrútu, jak blízký východ rozdělit, aniž by se obě země vzdaly koloniálního dohledu. Vítězné koloniální mocnosti vymezily v arabsko-islámském světě hranice nových států tak, aby sloužily jejich strategickým zájmům, a vytvořili tak Sýrii a Irák, Palestinu a Jordánsko. Tato území byla svěřena pod dohledem Společnosti národů Francii, Velké Británii, Belgii, Jihoafrické republice, Austrálii, Novému Zélandu a Japonsku.
Hranice byly vytyčeny svévolně a přiřadily lidem určitou státní příslušnost, která se však nekryla s tradičními etnickými a náboženskými oblastmi. Ne vždy to probíhalo se souhlasem obyvatelstva. Lidé byli včleněni do centralizovaného státu, který si přisvojil veškeré pravomoci. Noví vládci převzali od koloniálních mocností také západní metody a instituce. Byl posílen dohled nad občany, moderní technika umožnila celonárodní kontrolu a modernizace policejního státu udusila opoziční hlasy. Politické instituce, které tyto státy převzaly /ústava, volby do parlamentu, soudní orgány/ zůstaly pouhou dekorací. Volby však nikdy nebyly svobodné, soutěž stran se nekonala a pojem "národ" se omezil pouze na mobilizaci lidu pro silného vůdce. Obyvatelstvo nedostalo nikdy příležitost, aby se podílelo na chodu státu. Občanské nepokoje v roce 2011 byly vzpourou proti tomuto uspořádání světa a byly příčinou jeho rozpadu.
Konkrétní motivy pro začátek protestů, které začaly v roce 2010, byly v různých zemích různé, spojuje je hlavně boj proti chudobě, nezaměstnanosti a špatným životním podmínkám a s tím související odpor vůči dlouhodobě vládnoucím a často autoritářským a zkorumpovaným režimům.

## Počátek
První protesty začaly v prosinci 2010 v Tunisku a iniciovala je sebevražda šestadvacetiletého prodavače Muhammada Buazízího, který se 17. prosince upálil před úřadem vlády na protest proti špatným životním podmínkám a nezaměstnanosti. Jeho smrt způsobila rozsáhlé celonárodní protesty, na konci kterých 14. ledna 2011 skončila třiadvacetiletá autoritářská vláda prezidenta Zína Abidína bin Alího, který abdikoval a opustil zemi. Rozsáhlé demonstrace a protesty se v následujících týdnech rozhořely ve většině arabských zemí, hlavně v Egyptě, Alžírsku, Jemenu, Jordánsku, Bahrajnu, Sýrii a v Libyi. Průběh a výsledky nepokojů byly v jednotlivých zemích různé, v mnoha zemích se snažily vládnoucí režimy tyto protesty potlačit silou, což většinou vedlo ke zostření napětí a v Libyi a Sýrii pak dokonce k občanské válce. V Egyptě skončila po téměř 30 letech vláda prezidenta Husního Mubáraka, v Sýrii a Jemenu probíhají rozsáhlá vojenská povstání. V mnohých zemích probíhají protesty a nepokoje dodnes a jejich výsledek je nejasný.

## Události v jednotlivých státech v roce 2011

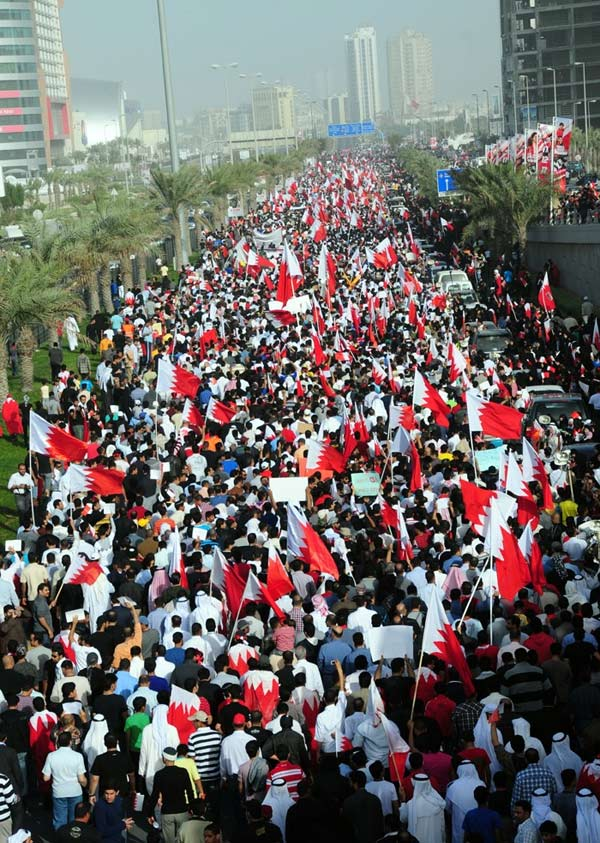
Protesty v Bahrajnu byly tvrdě potlačeny

- Tunisko – po rozsáhlých celonárodních protestech abdikoval 14. ledna 2011 prezident Zín Abidín bin Alí
- Alžírsko – po rozsáhlých protestech byl v únoru 2011 zrušen téměř 20 let trvající výjimečný stav
- Egypt – rozsáhlé celonárodní protesty od ledna do února 2011 vedly k odstoupení prezidenta Husního Mubáraka.
- Jemen – rozsáhlé protesty vedly k ozbrojenému povstání, země se dostala na pokraj občanské války. Prezident Alí Abdalláh Sálih byl při protestech zraněn a přislíbil rezignaci. Na počátku roku 2012 pak skutečně předal vládu do rukou viceprezidenta Abd Rabu Mansur Hadiho. Ten následně zahájil rozhovory o nové ústavě s politickou opozicí a různými segmenty občanské společnosti, stejně jako s šíitskými Houthii (kteří ovládají část severního Jemenu) a separatisty z jižních oblastí země. Hadi také reformoval jemenskou armádu, z níž odstranil některé příbuzné bývalého prezidenta Sáliha, který i nadále disponuje v zemi jistým vlivem.
- Jordánsko – po protestech král Abdalláh II. odvolal premiéra a jeho vládu.
- Libye – rozsáhlé protesty se režim Muammara Kaddáfího snažil potlačit vojensky, což vedlo k libyjské občanské válce a režim byl s pomocí rozsáhlé letecké kampani NATO na podzim 2011 svržen. Samotný Kaddáfí byl rebely zajmut po cíleném útoku letadel aliance na kolonu civilních vozidel, kterou cestoval. Bezprostředně poté byl usmrcen, pravděpodobně lynčován bojovníky protivládních rebelů. Ti následně zavedli v zemi nový režim a uspořádali první svobodné volby po mnoha desetiletích. Nová vláda, vzešlá z voleb roku 2012, má ale stále problémy s kontrolou celé země. Na mnoha místech Libye totiž propukly dílčí spory mezi jednotlivými milicemi bývalých rebelů, či mezi jednotlivými arabskými kmeny a klany.
- Maroko – král Muhammad VI. slíbil politické změny a následně upravil ústavu státu.
- Omán – po protestech sultán Kábús ibn Saíd obměnil část vlády a slíbil menší ekonomické a politické ústupky
- Saúdská Arábie – král Abdalláh ibn Abd al-Azíz slíbil drobnější ekonomické ústupky a volební změny. Ali Muhammad al-Nimr, který byl jako nezletilý v roce 2011 zadržen v Saúdské Arábii za účast na protivládní demonstraci během Arabského jara, byl v květnu 2014 odsouzen k trestu smrti stětím a k následnému ukřižování.[4]
- Sýrie – po rozsáhlých protestech prezident Bašár al-Asad učinil změny ve vládě, protesty se však změnily v ozbrojené povstání, které bylo vojensky potlačováno. V průběhu brutální občanské války se část syrského území (zejména sever a východ země) vymkla kontrole Asadova režimu, který však padl až v prosinci 2024.
- Bahrajn – po rozsáhlých protestech zejména šiitské nevládnoucí většiny král Hamad slíbil ekonomické změny a propustil politické vězně, kvůli nadále trvajícím protestům v březnu 2011 protesty s pomocí vojenských sil Rady pro spolupráci arabských států v Zálivu vojensky potlačil.

K méně rozsáhlým protestům či nepokojům došlo také v Kuvajtu, Libanonu, Mauritánii, Kataru, Súdánu, Iráku, Íránu, Spojených arabských emirátech a v Západní Sahaře.

## Situace v jednotlivých státech po pěti letech
V roce 2011 svět s nadějí vzhlížel k arabskému jaru, které vzbudilo očekávání, že se v arabském světě brzy vše napraví. O pár let později se ho zmocnilo zděšení. Dopředu se tlačí noví aktéři, státy se rozpadají a staré elity se vzpírají jakékoliv změně. V arabském světě se náboženství proplétá s politikou, politika vylučuje četné skupiny obyvatel na správě věcí veřejných a tak připravuje půdu pro odštěpování různých frakcí a zneužívání moci ke vzniku nestátních uskupení, která se ukazují jako nebezpeční aktéři. Z euforie a optimistického ducha roku 2011 nezůstalo nic. Konflikty v arabském světě vedou k rozpadu státnosti. Státní zřízení, která nemohla splnit očekávání, ke kterému se obyvatelstvo upínalo v roce 2011, se rozpadají. Objevují se nestátní aktéři, kteří těží z války; daří se válečným magnátům a šéfům band jako je tomu v Jemenu, ale i v Sýrii. Lokální milice mnohde zajišťuje bezpečnost, jako třeba v Libyi. 
Ve velkých částech Sýrie a Iráku zaujal místo zdiskreditovaných státních institucí nábožensky legitimovaný řád Islámského státu. Tyto země se štěpí podle náboženských a v případě Kurdů i etnických hranic. Každá skupina zasahuje teritoriálně také do sousední země. V Sýrii dosud trvá občanská válka, stejně jako trvá občanská válka v Iráku po předčasném odchodu amerických vojsk ze země v roce 2011. Pár let po zásahu armády Spojených států a jejich spojenců v Libyi se stejně jako v Sýrii ukazuje, že tyto země nelze udržet v hranicích dosavadního státního útvaru uměle vytvořeného koloniálními mocnostmi. Na Arabském poloostrově zajišťují soudržnost tradiční kmeny a tak se obyvatelstvo může s novými státy také identifikovat. Západ se však změnám dosavadních státních hranic brání.
Staré pořádky jsou v Sýrii a Iráku zničeny a konflikt se šíří do Libanonu. Libanon je zemí, která je Islámským státem nejvíc v ohrožení. V Libyi se režim rozpadá. Čím déle válka trvá, tím více se etablují lokální vládci. Žijí z válečného hospodářství a o mírové uspořádání nemají zájem. V Egyptě se s pučem v červenci 2013 vrátily staré elity i starý policejní stát. Demokratický režim pohořel, protože nebyl v zájmu staronové elity. Ústřední vládě se vymkla kontrola nad zemí v Jemenu. V Bahrajnu dochází k nepokojům proto, že ši´tská většina nenachází u sunnitského krále ani spravedlivé jednání, ani dobré vládnutí. V Maroku panuje osvícená monarchie. Saúdská Arábie, na rozdíl od Jemenu, patří mezi šest monarchií Rady pro spolupráci arabských států v zálivu, kterým nehrozí žádné odstředivé síly. Autokratickým arabským režimům vyhovuje destabilizace regionu, která souvisí s válkou proti Islámskému státu, protože čím dál víc slábne tlak na provedení reforem, které demonstranti požadovali v roce 2011, a ony teď mají volnou ruku při zvyšování represe uvnitř svých zemí. Tunisko je jedinou arabskou zemí, která úspěšně zvládla přechod na funkční liberální demokracii. Malé vojsko nemělo zájem na politické moci. Starý státní aparát byl odstraněn při nepokojích v roce 2011 a oba tábory, sekularisté a islamisté nemohou žít jeden bez druhého. Jordánsko prozatím zůstává zvratů ušetřeno. Potýká se však s přílivem uprchlíků především ze Sýrie, s pašováním zbraní a vojenského materiálu a je rovněž ohroženo teroristickými útoky a jinými radikálními tendencemi, vyvolanými aktivitou islamistů.